# Ruedi Haller
Ruedi (Rudolf) Haller ist ein Schweizer Geograph und aktueller Direktor des Schweizerischen Nationalparks.

## Leben
Ruedi Haller stammt aus der Region Baden (AG) und lebt mit seiner Familie in Ardez.
Haller promovierte 2010 an der Universität Zürich. Er ist der siebte Direktor des Schweizerischen Nationalparks seit dessen Gründung im Jahr 1914.  Ruedi Haller ist mit dem ehemaligen Direktor,  Heinrich Haller, nicht verwandt.
Haller ist Herausgeber und Autor des «Atlas des Schweizerischen Nationalparks».